# Kincardine Castle (Kincardineshire)

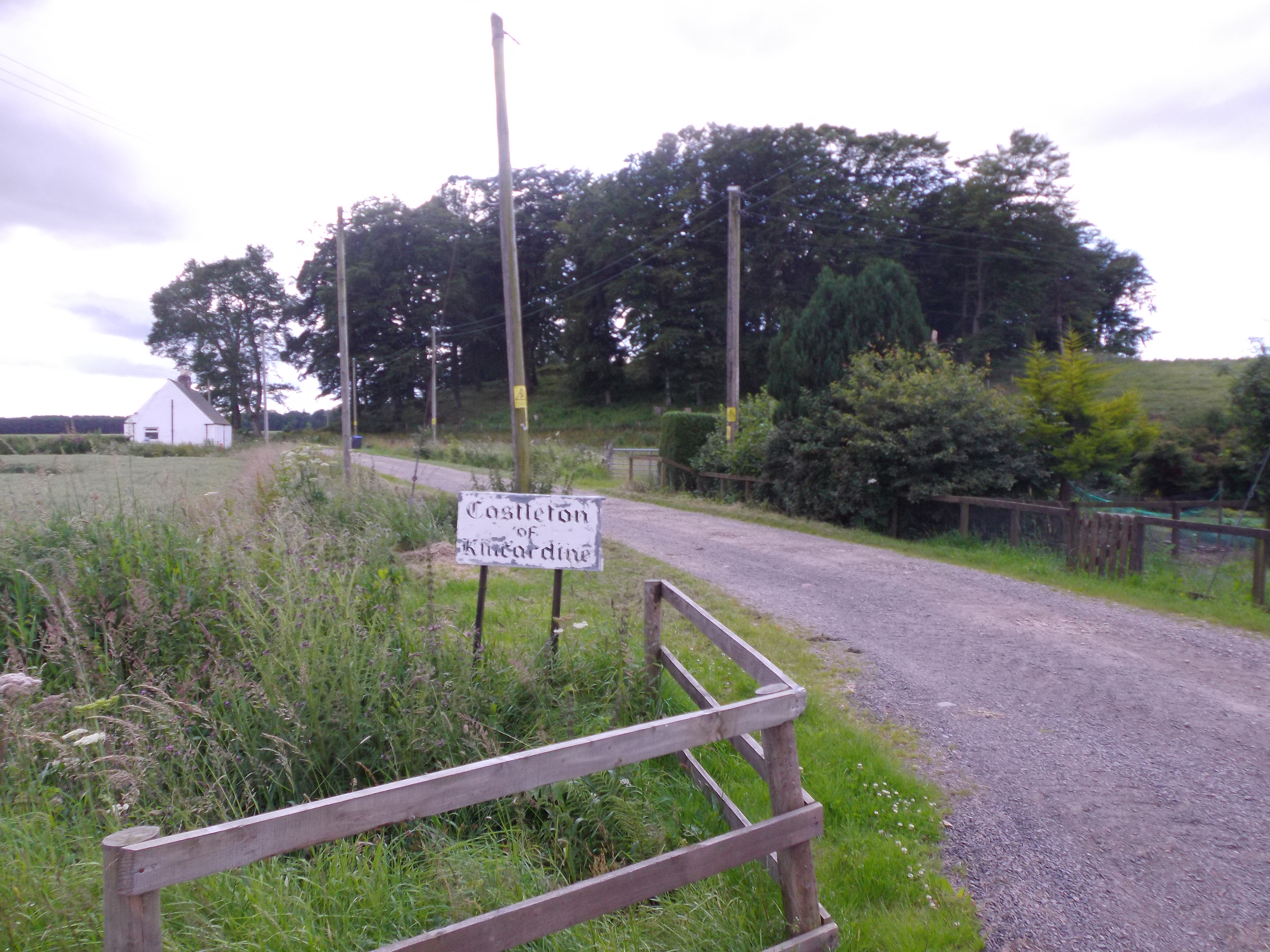
Blick auf den baumbestandenen Hügel

Kincardine Castle war eine Burg in der schottischen Council Area Aberdeenshire. Nach ihr oder dem vorgelagerten, mittlerweile verschwundenen Städtchen Kincardine ist die Grafschaft Kincardineshire benannt. Auch von der Burg sind nur wenige Reste vorhanden, sie sind seit 1959 als Scheduled Monument ausgewiesen.

## Lage
Kincardine Castle liegt auf einem niedrigen Hügel im Norden der Landschaft Howe of the Mearns im Südwesten von Aberdeenshire. Umgeben war die Burg von einem Feuchtgebiet, das erst zu Anfang des 19. Jahrhunderts entwässert wurde. Die nächstgelegenen größeren Ortschaften sind Fettercairn, etwa drei Kilometer im Südwesten sowie Laurencekirk, sechs Kilometer im Südosten. An der Burg vorbei verlief eine von Edzell Castle kommende Straße zum Pass Cairn O’ Mounth in den nördlich liegenden Grampian Mountains. Die Nutzung dieser Route durch militärische Einheiten ist seit dem 11. Jahrhundert mehrfach nachgewiesen. Im System der Gliederung Schottlands in Parishes gehörten Burg und Städtchen zu Fordoun, heute zählen sie zur Community Council Area Mearns.

## Geschichte
Kincardine Castle wurde wahrscheinlich zu Anfang des 13. Jahrhunderts erbaut, urkundlich erstmals erwähnt wurde die Burg 1212. Unter William the Lion, König von 1165 bis 1214, entstand nordwestlich ein ausgedehntes Wildgehege, das unter seinem Enkel Alexander III. nochmals erweitert wurde. Die kleine Anlage stand im Zentrum der, dort auch mit Falken ausgeübten Jagd, für 1226 ist die Anwesenheit von Alexander II. dokumentiert. Der englische König Edward I. zog am 2. August 1296, mit seinen Truppen vom Pass kommend, zumindest an der Burg vorbei, in ihr wurde die Urkunde verfasst, mit der John Balliol im Juli des gleichen Jahres in der zehn Kilometer südwestlich gelegenen Pfarrkirche von Stracathro abdankte. 1346 ging sie an William, Earl of Sutherland über. König Robert II. war hier 1383 nochmals anwesend, anschließend verlieren sich ihre Spuren. 1475 kamen die Burg und ein Teil des Wildgeheges an den Clan der Strachans of Thornton.
Die Burg wird verschiedentlich in Zusammenhang gebracht mit der Ermordung des schottischen Königs Kenneth II. im Jahre 995 durch eine Adlige namens Finella. Dies würde das Bestehen eines Vorgängerbauwerks bedeuten, für das aber es bislang keine archäologischen Hinweise gibt. Alternativ käme hier auch das anderthalb Kilometer nördlich gelegene Green Castle in Betracht.

## Beschreibung

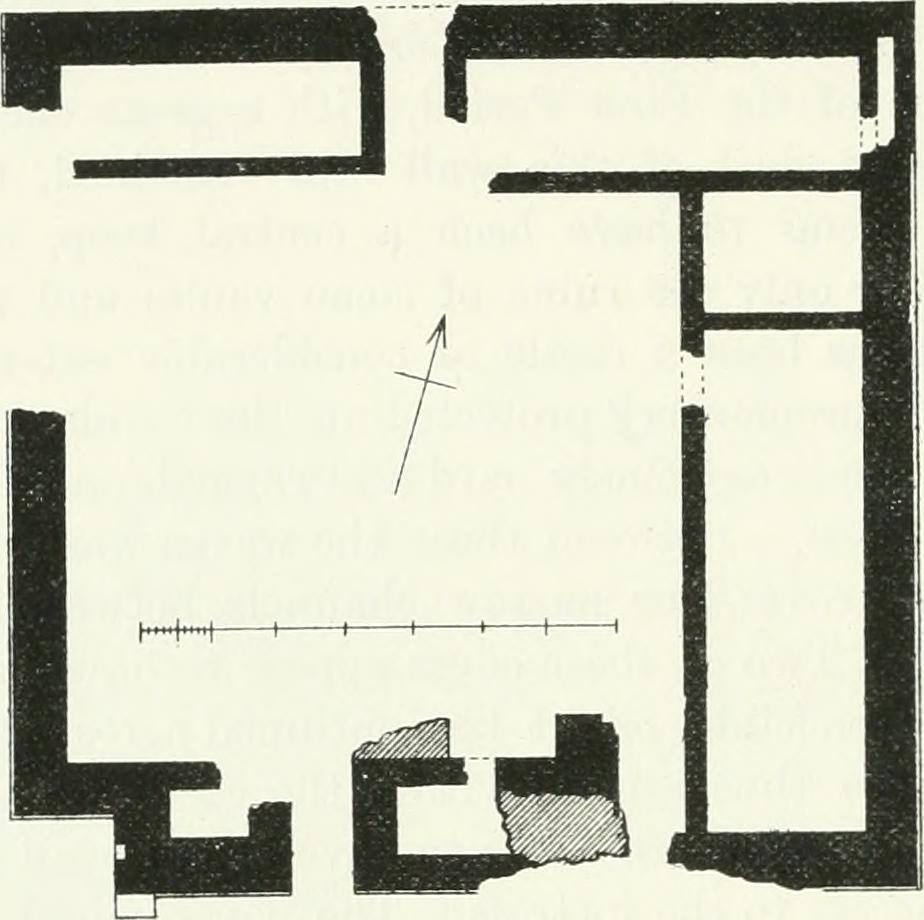
Grundrisszeichnung von 1889

Bei der Burg handelte es sich um ein viereckiges Gebäude mit einer Fläche von etwa 35 Quadratmetern. Baulich wird sie als kleines Curtain Wall Castle eingestuft, einen auf das 12. Jahrhundert zurückgehenden Burgtyp, der eher in den Highlands und auf den Hebriden anzutreffen ist. Weiter südlich ist er nur selten zu finden, das ursprüngliche Hume Castle in Berwickshire gehört ebenfalls hierzu. Die viereckige Anlage, deren Zugang von Süden erfolgte, weist in diesem Bereich zwei rechteckige Strukturen auf, vermutlich einer oder zwei Türme. Im Inneren waren entlang der nördlichen und östlichen Mauer ebenfalls abgetrennte Räume vorhanden.
Von der Burg sind nur noch die Überreste der Grundmauern bis zu einer Höhe von knapp zwei Metern erhalten. Der sie unmittelbar umgebende Bereich ist baumbestanden, möglicherweise gab es hier einen kleinen Burgwall. Bauliche Spuren lassen entweder eine Zugbrücke oder eine Zugangsrampe vermuten. An der Burg vorbei verläuft ein Weg Richtung Fettercairn. Hier erstreckte sich die mittlerweile völlig verschwundene Ortschaft Kincardine, ihre nördliche Pforte lag unmittelbar südlich des Zugangs zur Burg. 